# Xác thực khách hàng tiềm năng
Xác thực khách hàng tiềm năng là quá trình mà khách hàng tiềm năng tạo ra bởi các chiến dịch tiếp thị internet được tách biệt với các loại chuyển đổi khác. Xác thực rất quan trọng để quản lý tiếp thị internet hiệu quả; không có nó, các công ty không thể đánh giá chính xác kết quả, cũng như cải thiện hiệu quả, SEO, PPC, quảng cáo hiển thị hình ảnh, email, tiếp thị nội dung và chiến dịch truyền thông xã hội.

## Định nghĩa
Ba thuật ngữ khác đặc biệt quan trọng đối với bất kỳ cuộc thảo luận nào về xác thực khách hàng tiềm năng:
- Chuyển đổi. Một chuyển đổi (cũng được gọi là một cuộc hỏi giá) là một phản ứng với một chiến dịch tiếp thị Internet, chẳng hạn như một biểu mẫu trực tuyến đang được gửi, nội dung đang được tải xuống hoặc một cuộc gọi điện thoại được đặt. Điều quan trọng cần lưu ý là chuyển đổi không giống với khách hàng tiềm năng. Một chuyển đổi có thể là một khách hàng tiềm năng tìm hiểu về các sản phẩm hoặc dịch vụ của công ty - nhưng nó cũng có thể là một khách hàng khiếu nại, bán hàng hoặc một số thông tin không liên quan đến bán hàng khác.
- Tỷ lệ chuyển đổi. Tỷ lệ chuyển đổi của chiến dịch tiếp thị trên Internet là số lượng khách truy cập trang web hoàn thành hành động mong muốn, chia cho tổng số khách truy cập. Ví dụ: nếu 10.000 khách truy cập đến trang đích của PPC và 500 gửi biểu mẫu yêu cầu của trang, tỷ lệ chuyển đổi là 5%.
- Tỷ lệ chuyển đổi được xác thực. Tỷ lệ chuyển đổi được xác thực là tỷ lệ chuyển đổi thực sau khi quá trình xác nhận khách hàng tiềm năng đã xóa các câu hỏi về khách hàng tiềm năng không mua hàng. Vì vậy, quay lại ví dụ trên (xem Tỷ lệ chuyển đổi), nếu 10.000 khách truy cập đến trang đích của PPC, 500 gửi biểu mẫu yêu cầu của trang và 300 trong số đó là khách hàng tiềm năng thực sự, tỷ lệ chuyển đổi được xác thực của chiến dịch là 3%.

Trong các ví dụ được trích dẫn ở trên, tầm quan trọng của xác nhận khách hàng trở nên rõ ràng: Nếu không có xác thực khách hàng tiềm năng, nhà quảng cáo PPC sẽ giả định nó đã nhận được 200 khách hàng tiềm năng (500 yêu cầu so với 300 khách hàng tiềm năng được xác thực) mà thực tế không tồn tại. Lỗ hổng nghiêm trọng này trong phân tích gây ra một số vấn đề liên quan đến kinh doanh và tiếp thị.

## Phương pháp tạo khách hàng tiềm năng trực tuyến
Các công ty có một số tùy chọn để tạo khách hàng tiềm năng trực tuyến, mỗi tùy chọn đều có cấu trúc chiến dịch, chỉ số và tập hợp các phương pháp hay nhất. Các tùy chọn quan trọng nhất và hiệu quả nhất là:
- SEO. SEO, tối ưu hóa công cụ tìm kiếm, cố gắng làm cho nội dung trực tuyến của công ty hiển thị trên Google, Bing và các công cụ tìm kiếm khác trong kết quả không phải trả tiền cho các truy vấn tìm kiếm có liên quan đến các sản phẩm và dịch vụ của mình. Bởi vì Google giữ lại dữ liệu từ khóa hữu cơ từ quản trị viên web, phân tích chuyển đổi chính xác đã trở nên quan trọng hơn bao giờ hết trong cấu trúc theo dõi chiến dịch SEO, vì nó có ý nghĩa hơn nhiều so với xếp hạng dữ liệu.
- PPC. PPC, quảng cáo trả cho mỗi lần nhấp chuột, cố gắng hiển thị quảng cáo nổi bật trên Google, Bing và các công cụ tìm kiếm khác cho các truy vấn tìm kiếm có liên quan đến các sản phẩm và dịch vụ của mình. Nhiều chiến dịch PPC chủ yếu hoặc hoàn toàn tập trung vào việc tạo ra khách hàng tiềm năng ngay lập tức; do đó, có được dữ liệu chuyển đổi chính xác là bắt buộc.
- Quảng cáo hiển thị hình ảnh. Quảng cáo hiển thị hình ảnh cố gắng hiển thị quảng cáo trên nội dung web dựa trên hành vi của người dùng trước đây và/hoặc trên các trang web có đối tượng có liên quan đến nhà quảng cáo. Các loại quảng cáo hiển thị hình ảnh phổ biến bao gồm nhắm mục tiêu lại, nhắm mục tiêu theo bối cảnh và nhắm mục tiêu trang web. Chiến dịch quảng cáo hiển thị hình ảnh có thể tập trung vào tạo khách hàng tiềm năng ngay lập tức hoặc được kết hợp với các mục tiêu xây dựng thương hiệu lâu dài hơn.
- Tiếp thị qua email. Tiếp thị qua email được sử dụng theo nhiều cách để tiếp cận khách hàng mới và làm sâu sắc thêm mối quan hệ với khách hàng hiện tại. Nội dung email được sử dụng rộng rãi bởi các doanh nghiệp tiêu dùng để tạo khách hàng tiềm năng trực tiếp; Các công ty B2B sử dụng email cho cả việc tạo khách hàng tiềm năng trực tiếp và các mục đích khác như chia sẻ thông tin và xây dựng uy tín.
- Tiếp thị nội dung. Tiếp thị nội dung liên quan đến việc sử dụng xuất bản nội dung trực tuyến và phân phối cho mục đích cuối cùng là tạo ra khách hàng tiềm năng. Thường xuyên, tiếp thị nội dung được sử dụng cho mục đích tạo khách hàng tiềm năng cụ thể trong việc xây dựng danh sách gửi thư nhà, bằng cách cung cấp nội dung chất lượng cao dưới dạng tải xuống có chức năng như phiếu mua hàng phụ. Ngoài ra, tiếp thị nội dung có thể sử dụng chiến lược tạo khách hàng tiềm năng gián tiếp — ví dụ: xuất bản nội dung không có lời gọi hành động trực tiếp, với kỳ vọng giá trị nội tại cao sẽ thu hút khách hàng tiềm năng và giới thiệu.
- Tiếp thị truyền thông xã hội. Tiếp thị truyền thông xã hội liên quan đến sự tham gia tích cực của công ty vào một hoặc nhiều nền tảng truyền thông xã hội. Mặc dù mục tiêu của tiếp thị truyền thông xã hội rất khác nhau và đôi khi không bao gồm thành phần tạo khách hàng tiềm năng, nhưng nó có thể mang lại hiệu quả cao cho việc tạo khách hàng tiềm năng trực tiếp cung cấp (các) cộng đồng xã hội của công ty.

Các loại yêu cầu khách hàng tiềm năng phi bán hàng khác bao gồm:
- Dịch vụ khách hàng. Khách hàng hiện tại gọi điện thoại hoặc gửi biểu mẫu để được hỗ trợ dịch vụ khách hàng liên quan đến sản phẩm, dịch vụ, thanh toán, v.v.
- Kinh doanh tổng hợp. Cuộc gọi điện thoại hoặc gửi biểu mẫu từ nhà cung cấp của công ty và các bên liên quan, thông tin liên lạc từ các cơ quan chính phủ, yêu cầu từ các nhà báo, v.v.
- Peer-to-peer. Thông tin liên lạc nội bộ, yêu cầu mạng từ đối thủ cạnh tranh hoặc nhà cung cấp sản phẩm / dịch vụ bổ sung, v.v.
- Cá nhân. Cuộc gọi điện thoại và gửi biểu mẫu có tính chất cá nhân
- Chào mời bán hàng. Các nhà cung cấp hiện tại hoặc tiềm năng sử dụng các cuộc gọi điện thoại và gửi biểu mẫu cho các dịch vụ quảng cáo chiêu hàng
- Spam. Các hình thức gửi tự động hoặc bán tự động hoặc các cuộc gọi điện thoại có hoặc không có mục đích kinh doanh hợp pháp